# Kreis Hajdúböszörmény
Der Kreis Hajdúböszörmény (ungarisch Hajdúböszörményi járás) ist ein Kreis im Norden des ostungarischen Komitats Hajdú-Bihar. Er grenzt im Westen an den Kreis Hajdúnánás, im Südwesten an den Kreis Balmazújváros, im Süden an den Kreis Debrecen. Im Osten bilden der Kreis Hajdúhadház und das Komitat Szabolcs-Szatmár-Bereg die Grenze.

## Geschichte
Der Kreis entstand während der Verwaltungsreform Anfang 2013 aus dem Vorläufer, dem Kleingebiet Hajdúböszörmény (ungarisch Hajdúböszörményi kistérség), wobei die Gemeinde Hajdúnánás an den westlichen Nachbarn, dem neugeschaffenen Kreis Hajdúnánás (ungarisch Hajdúnánási járás) abgegeben wurde. Der Gebietsverlust betrug hierbei 35,5 % der Fläche und 29,8 % der Bevölkerung.

## Gemeindeübersicht
Der Kreis Hajdúböszörmény hat eine durchschnittliche Gemeindegröße von 19.787 Einwohnern auf einer Fläche von 235,71 Quadratkilometern. Die Bevölkerungsdichte des Kreises liegt knapp unter der des gesamten Komitats. Verwaltungssitz ist die südlicher gelegene, größere Stadt Hajdúböszörmény.
| Gemeinde        | Status | Herkunft Kleingebiet | Einwohnerzahl | Einwohnerzahl | Einwohnerzahl | Fläche (km²) | Bevölkerungs- dichte (Ew./km²) |
| Gemeinde        | Status | Herkunft Kleingebiet | 01.10.2011    | 01.01.2013    | 01.01.2016    | 01.01.2016   | Bevölkerungs- dichte (Ew./km²) |
| --------------- | ------ | -------------------- | ------------- | ------------- | ------------- | ------------ | ------------------------------ |
| Hajdúböszörmény | Stadt  | Hajdúböszörmény      | 31.725        | 31.547        | 30.951        | 370,76       | 83,5                           |
| Hajdúdorog      | Stadt  | Hajdúböszörmény      | 8.843         | 8.877         | 8.622         | 100,65       | 85,7                           |
| Hajdúböszörmény |        |                      | 40.568        | 40.424        | 39.573        | 471,41       | 83,9                           |